# Windpark Kreekraksluis
Het Windpark Kreekraksluis is een windmolenpark op en nabij de Kreekraksluizen gelegen in het Schelde-Rijnkanaal in de Nederlandse gemeente Reimerswaal (provincie Zeeland).

## Geschiedenis
In 1996 is aangevangen met het plaatsen van 26 windturbines met een ashoogte van 40 meter en 2 wieken, en een totaalvermogen van 13 MW. In het kader van de vervanging van deze turbines voor 31 modernere types werd een projectorganisatie opgericht met als deelnemers DELTA, Eneco, Scheldewind en Winvast die ieder respectievelijk 16, 7, 6 en 2 stuks zouden gaan exploiteren. De oorspronkelijke turbines zijn vanaf maart 2012 gedemonteerd en, op één exemplaar na, naar Amerika verscheept voor hergebruik. De molen die is achtergebleven is door DELTA aan het Industrieel Museum Zeeland in Sas van Gent geschonken.
Gedurende de eerste helft van 2013 volgde de plaatsing van de nieuwe exemplaren gemaakt door Nordex met een ashoogte van 80 meter, een tiphoogte van 130 meter en 3 wieken. Een aantal nieuwe windturbines (13 stuks) werd aan de zuidzijde van de autosnelweg A58 gebouwd, waar eerst nog geen turbines stonden. Het geïnstalleerd vermogen is na modernisering 77,5 MW. Dit is voldoende om 55.000 huishoudens van elektriciteit te voorzien. De windturbines hebben een technische levensduur van ongeveer 20 jaar. Op 27 september 2013 werd het vernieuwde park officieel in gebruik genomen.
In december 2014 maakte DELTA bekend haar aandeel (16 molens) in het windpark te willen verkopen. Op dat moment vond Provinciale Staten van Zeeland dat ze te weinig informatie van het energiebedrijf had gekregen om de verkoopbeslissing goed te keuren. DELTA verwachtte ruim 55 miljoen euro binnen te halen en de opbrengst zal worden gebruikt om schulden af te lossen. In februari 2015 kreeg DELTA alsnog toestemming het Windpark Kreekraksluis BV te verkopen, mits dat minimaal 61,3 miljoen euro oplevert. In juni 2015 kocht de Belgische beursgenoteerde investeringsmaatschappij TINC samen met DG Infra Yield (een joint venture van Belfius en Gimv) de 16 windmolens voor een bedrag tussen de 61 en 68 miljoen euro. DELTA zal wel het park blijven beheren en de groene stroom afnemen.

## Impact op het landschap
Het windpark Kreekraksluizen is van zeer grote afstand te zien en wordt gezien als vervuiler van het open landschap van het Nationaal Park Oosterschelde.